# Jawaharlal Nehru University
Die Jawaharlal Nehru University (JNU, Hindi जवाहरलाल नेहरू विश्वविद्यालय) ist eine staatliche Universität in Delhi in Indien. Im Jahr 2012 wurde die Universität durch das National Assessment and Accreditation Council als beste staatliche Universität Indiens ausgezeichnet. Sie ist nach dem ehemaligen indischen Ministerpräsident Jawaharlal Nehru benannt.

## Geschichte

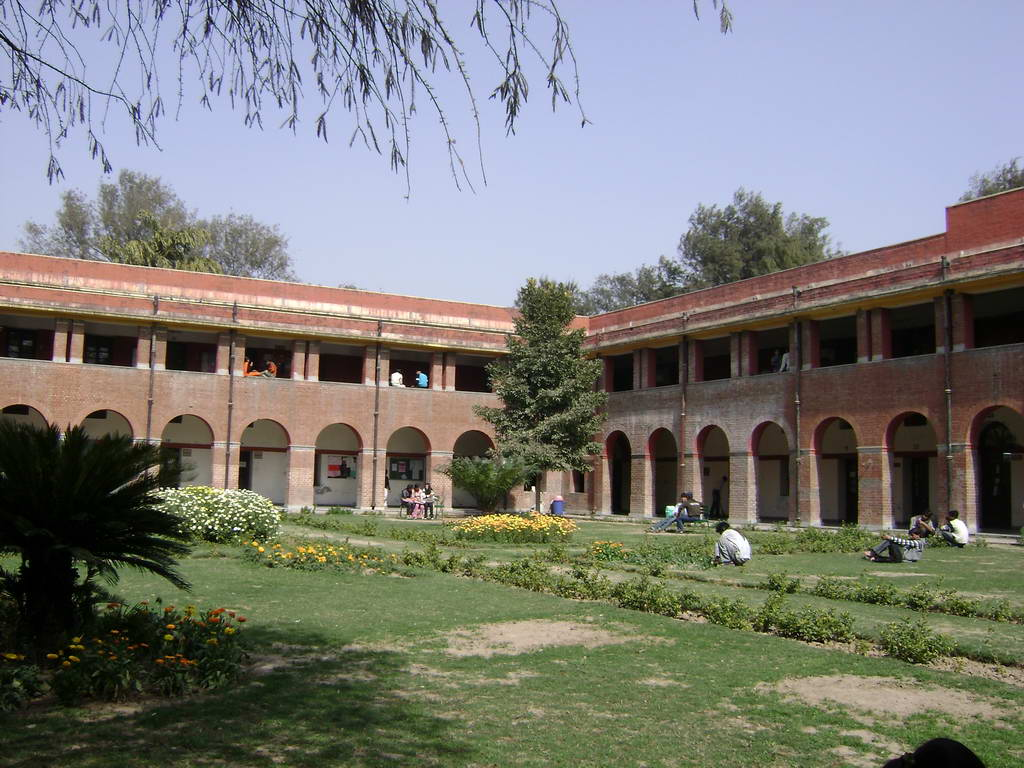
Gebäude der Fakultät für Künste

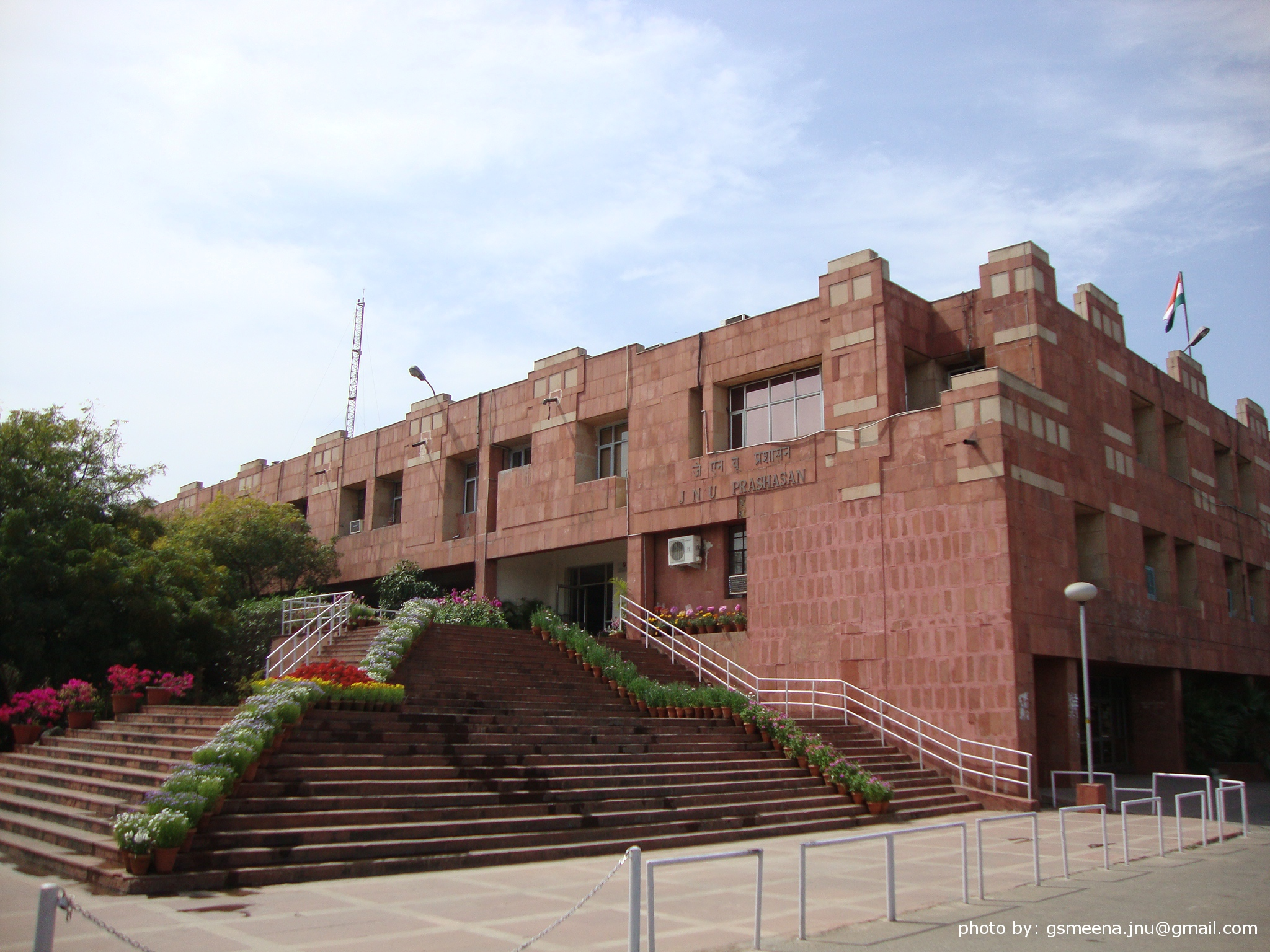
Verwaltungsgebäude der JNU

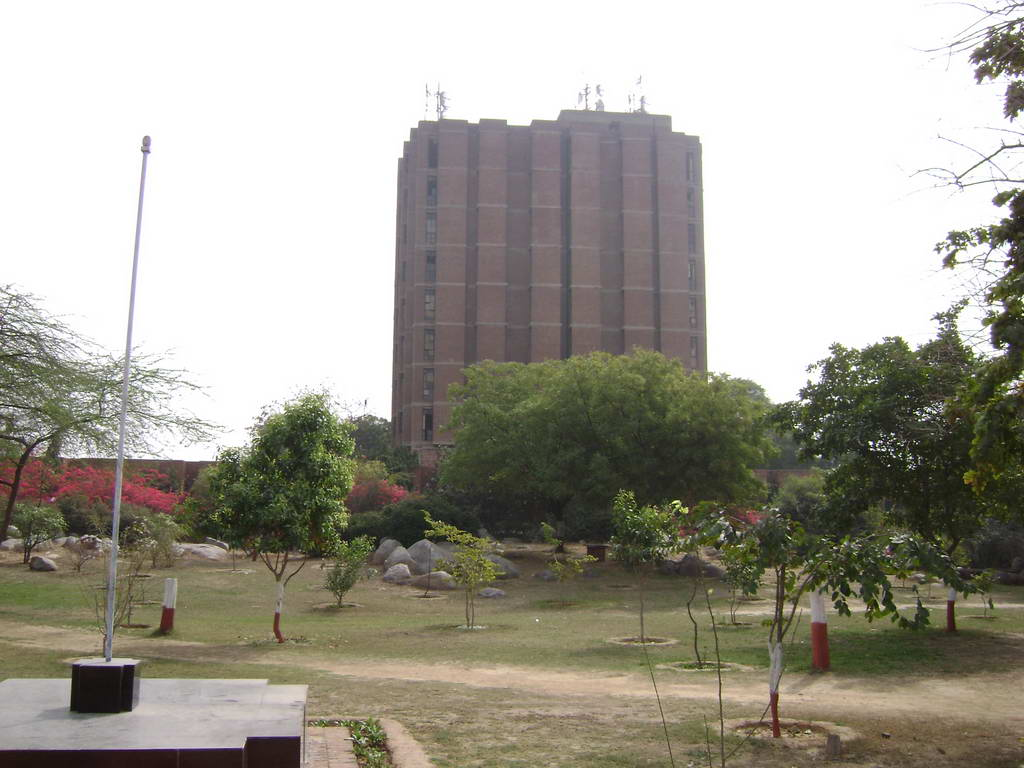
Bibliotheksgebäude

Die Universität wurde am 22. Dezember 1966 per Gesetzesbeschluss des indischen Parlaments (Jawaharlal Nehru University Act) gegründet und am 14. November 1969, dem 80. Geburtstag Nehrus durch den damaligen Staatspräsidenten V. V. Giri eröffnet. Die Universität war von Beginn an wesentlich als Postgraduierten- und Forschungsuniversität konzipiert. Zum Gründungszeitpunkt waren 10 Fakultäten (Schools) vorgesehen, von denen einige erst in den darauffolgenden Jahren den Betrieb aufnahmen (1971 School of International Studies, School of Language, Literature and Culture Studies, School of Social Sciences, School of Life Sciences). Weitere kamen später hinzu (1974 School of Environmental Sciences, 1975 School of Computer and Systems Sciences, 1986 School of Physical Sciences, 2001 School of Arts and Aesthetics und School of Information Technology, 2006 School of Biotechnology). Den Fakultäten angeschlossen sind verschiedene Zentren (z. B. Centre of African Studies).
Im Studienjahr 2014/15 waren 8308 Studenten eingeschrieben (etwa die Hälfte davon Frauen), von denen 4990 in der Forschung tätig waren, 2050 ein Postgraduiertenstudium (z. B. M.A., M.Sc. etc.), 1115 ein grundständiges Studium und 153 ein grundständiges Studium in Teilzeit absolvierten. Von den 8308 Studenten waren 331 (4 %) ausländischer Herkunft. Wie an allen staatlichen Bildungsinstitutionen Indiens ist ein bestimmter Prozentsatz an Studienplätzen für bestimmte Bevölkerungsgruppen reserviert. Im Jahr 2014/15 waren die Zahlen für diese Gruppen wie folgt: Scheduled Castes 1201 = 14,5 %, Scheduled Tribes 643 = 7,7 %, Other Backward Classes 2434 = 29,3 %.

## Politische Ausrichtung
Die Geschichts- und Sozialwissenschaften sind von marxistischen und subalternen Narrativen dominiert. Diese zeichnen sich durch ein inklusives Geschichtsbild aus, in dem marginalisierte soziale Strata und Minderheiten wie Muslime, Parsen, Christen oder Sikhs ebenso zur indischen Nation gehören, wie die hinduistische Bevölkerungsmehrheit. Die JNU-Professorin für indische Frühgeschichte, Romila Thapar, kritisiert an Hindu-nationalistischer Geschichtsschreibung im heutigen Indien, dass hierdurch die Ausgrenzung von Minderheiten historisch legitimiert würde. Der JNU-Professor für Sozialgeschichte, Indivar Kamtekar, ist ein Anhänger subalterner Geschichtsschreibung und ein Kritiker indisch-nationaler und britisch-imperialer Geschichtsschreibung. Im Aufsatz „A different war dance: state and class in India, 1939–1945“ bezeichnet Kamtekar Imperialismus und Nationalismus als „Gifte“, welche die Sicht auf Vergangenheit vernebeln würden. Eine Geschichtsschreibung, die unterschiedliche Regionen sowie Eliten und Untergebene (Subalterne) in den Blick nimmt, würde dazu beitragen, die Auffassung einer homogenen Nation in Frage stellen. Anhänger der rechtspopulistischen Hindutva-Ideologie bezeichnen die JNU als „marxistische Bastion“ und deren Forscher als „Kabale“, welche die Geschichte Indiens aus politischen Gründen umschreiben wolle.

## Fakultäten
Im akademischen Jahr 2014/15 bestanden die folgenden 10 Fakultäten und 4 spezialisierten Zentren:
- Computer- und Systemwissenschaften (School of Computer & Systems Sciences)
- Computer- und Integrative Wissenschaften (School of Computational and Integrative Sciences)
- Internationale Studien (School of International Studies)
- Künste und Ästhetik (School of Arts and Aesthetics)
- Lebenswissenschaften (School of Life Sciences)
- Physikwissenschaften (School of Physical Sciences)
- Sozialwissenschaften (School of Social Sciences)
- Sprachen, Literatur und Kulturwissenschaften (School of Language, Literature & Culture Studies)
- Umweltwissenschaften (School of Environmental Sciences)
- Biotechnologie (School of Biotechnology)

## Forschungszentren
- Spezialzentrum für Nanowissenschaften (Special Centre for Nano Sciences)
- Spezialzentrum für molekulare Medizin (Special Centre for Molecular Medicine)
- Zentrum für Rechtswissenschaften und Governance (Centre for the Study of Law and Governance)
- Spezialzentrum für Sanskritwissenschaften (Special Centre for Sanskrit Studies)

## Lehrende
- Sonajharia Minz